# 莫雅邪
莫雅邪（?—?），彝族史料称之为莫雅邪，即《汉书》所说的夜郎王兴，为多同的后裔。
汉成帝河平年间，夜郎王兴与句町国王禹、漏卧侯俞相争雄长，举兵相互攻击。牂柯郡太守请发兵诛杀他们，朝廷议论以为道远不可攻击，遣太中大夫蜀郡张匡持节和解。莫雅邪等不从命，刻汉朝官员的木像，立在道旁射击。杜钦劝大将军王凤讨伐。大将军王凤于是推荐金城司马陈立为牂柯郡太守。陈立至牂柯，谕告夜郎王，莫雅邪不从命，陈立请诛杀莫雅邪。未报，和属吏数十人出行县，到达兴国且同亭，召莫雅邪。莫雅邪带领数千人往至亭，入见陈立。陈立责备他，将他砍头。以莫雅邪的头出示大众，他的属兵都投降。句町王禹、漏卧侯俞害怕，提供粟千斛，牛、羊犒劳汉朝吏士。陈立归还牂柯郡，莫雅邪岳父翁指与莫雅邪的儿子邪务率兵，胁迫二十二邑反汉，据险为垒。冬天，陈立募诸夷和都尉长史攻打翁指等。陈立攻其水道，致使夜郎国内斩杀翁指，持首出降，夜郎国亡。